# Kamijima (Ehime)
El Pueblo de Kamijima (上島町 Kamijima-chō?) es un pueblo que se encuentra en la región de Toyo de la prefectura de Ehime en la parte norte de la ciudad. Se compone de 25 islas en el Mar Interior de Seto y limita con la ciudad de Onomichi y la ciudad de Fukuya en la prefectura de Hiroshima en el mar. El 1° de octubre de 2004 se formó por la fusión del Pueblo de Yuge y las villas de Ikina, Iwagi y Uoshima.

## Características
Se encuentra en la zona central del mar Interior de Seto. De las islas que conforman el Archipiélago Geiyo (芸予諸島 Geiyo-shotō?), repartidas entre las prefecturas de Ehime y Hiroshima, son las más orientales de las pertenecientes a Ehime. Las islas habitadas están muy cerca unas de otras, exceptuando dos, que pertenecían a lo que fue la Villa de Uoshima.
Limita con las ciudades de Imabari, Saijo, Niihama y Shikokuchuo en la Prefectura de Ehime; las ciudades de Fukuyama (福山市 Fukuyama-shi?) y Onomichi (尾道市 Onomichi-shi?) en la Prefectura de Hiroshima, y la Ciudad de Kanonji (観音寺市 Kan'onji-shi?) en la Prefectura de Kagawa.

## Origen del nombre
Kamijima es una denominación que se aplicaba desde tiempos remotos a esta región.

## Historia
En la época de los Han (藩?) las islas estaban repartidas entre los Han de Matsuyama (松山藩 Matsuyama-han?) e Imabari (今治藩 Imabari-han?), como ocurrió con otras islas del Distrito de Onsen. Es una zona de crucial importancia para la ruta marítima que atraviesa el Mar Interior de Seto en sentido este-oeste en lo que respecta al comercio y al transporte de cargas.
Al principio las actividades se centraban en la agricultura y la pesca, pero con la llegada de los astilleros navales mucha gente cambió de actividad. En la Isla Inno (因島 Inno-shima?) de la Prefectura de Hiroshima se encontraba el Astillero de la empresa Hitachi, por lo que mucha gente empezó a trabajar allí. Pero debido a la Crisis del Petróleo y a la desaceleración de la actividad de los astilleros y del transporte marítimo que le siguieron, hubo muchos que se quedaron sin trabajo. Fue un golpe duro para la economía de la región, hasta se llegó a decir irónicamente que "se hunde la isla".
En este contexto, cada una de las localidades que conformaban el actual Pueblo de Kamijima buscó una nueva manera de recuperar la dinámica perdida. Así el Pueblo de Yuge construyó el Gran Puente de Yuge (弓削大橋 Yuge-Oobashi?) para mejorar la comunicación y fomentar el turismo, y la Villa de Ikina apostó a las instalaciones para el entrenamiento de deportistas y al turismo. El Pueblo de Iwagi se concentró en torno al cultivo de cítricos, la pesca, los astilleros navales y el turismo. Por su parte, el Pueblo de Uoshima lo hizo en torno a la actividad pesquera y al mejoramiento de las condiciones de vida.

## Actividad industrial
- Iwakitec

## Gobierno
Actualmente el Chocho (町長 Chōchō?) es Toshiyuki Uemura (上村俊之 Uemura Toshiyuki?), que fue integrante del órgano legislativo del Pueblo de Yuge y que accedió a su cargo directamente, por no haber otro candidato.
Para la fusión se consideraron tres opciones, la configuración actual, la fusión junto a las otras localidades del Distrito de Ochi con la Ciudad de Imabari o la fusión entre las localidades del Distrito de Ochi. Finalmente y debido a diferencias con las otras localidades del Distrito, principalmente la dependencia económica con la Isla Inno y el temor a una pérdida de individualidad producto de una fusión a gran escala, seleccionó la primera opción.

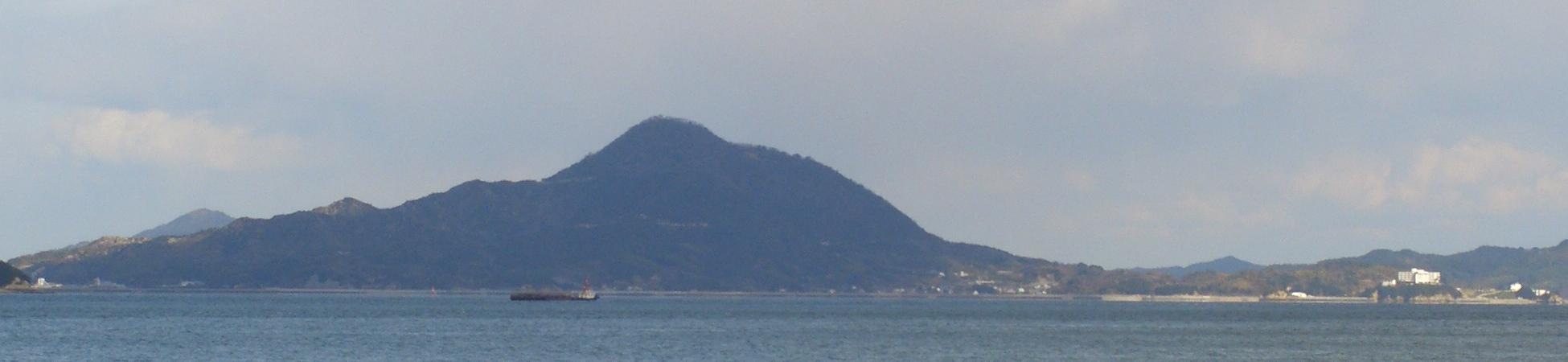
La Isla Iwagi vista desde el este.